# Proposta di Francoforte

La Francia con le sue "frontiere naturali" nel 1801.

Le proposte di Francoforte o il memorandum di Francoforte erano delle iniziative di pace della sesta coalizione progettate dal ministro austriaco Klemens von Metternich. Fu offerto all'imperatore francese Napoleone I nel novembre 1813 dopo aver subito una decisiva sconfitta militare nella battaglia di Lipsia. L'obiettivo era una fine pacifica alla Guerra della sesta coalizione. Gli Alleati avevano riconquistato gran parte della Germania fino al Reno, ma non avevano deciso il passo successivo. L'iniziativa venne presa dal Metternich, che mirava a mantenere la Francia come un equilibrio contro le minacce russe, ponendo fine alla serie altamente destabilizzante di guerre. Gli alleati, riuniti a Francoforte, elaborarono le proposte sotto la stretta supervisione di Metternich. Il diplomatico britannico presente, Lord Aberdeen, fraintese la posizione di Londra e aveva accettato i termini moderati.

## La proposta
La proposta era che Napoleone sarebbe rimasto come imperatore di Francia, ma la Francia sarebbe stata ridotta a ciò che i rivoluzionari francesi rivendicavano come "confini naturali" della Francia. I confini naturali erano le montagne dei Pirenei, le Alpi e il fiume Reno. La Francia avrebbe mantenuto il controllo del Belgio, della Savoia (con la città di Ginevra, annessa dalla Francia rivoluzionaria nel 1798 sotto il Direttorio), delle Alpi marittime (compreso il Principato di Monaco, annesso alla Francia nel 1793) e della Renania (la sponda occidentale del fiume Reno), conquistata e annessa durante le prime guerre della Rivoluzione francese, rinunciando ad altre conquiste, tra cui tutta la Spagna, la Polonia e i Paesi Bassi, e la maggior parte di Italia e Germania ad est del Reno.
Metternich e Napoleone, riuniti privatamente a Dresda in giugno, avevano già discusso i termini. La versione finale venne trasmessa a Napoleone dal Barone di Saint-Aignon a novembre. Metternich disse a Napoleone che questi erano i migliori termini che gli alleati avrebbero potuto offrire; dopo ulteriori vittorie, i termini sarebbero diventati sempre più severi. La motivazione di Metternich era di mantenere la Francia come un equilibrio contro le minacce russe, ponendo fine alla serie altamente destabilizzante di guerre.
Napoleone, aspettandosi di vincere la guerra, ritardò troppo a lungo la decisione e perse questa opportunità. A dicembre l'Austria firmò dei trattati con gli Alleati e Londra respinse i termini perché potevano consentire al Belgio di diventare una base per l'invasione dell'Inghilterra. L'offerta venne quindi ritirata. Quando gli Alleati invasero la Francia verso la fine del 1813, Napoleone fu pesantemente in inferiorità numerica; cercò di riaprire i negoziati di pace sulla base dell'accettazione delle proposte di Francoforte. Gli Alleati ora avevano termini nuovi e più severi che includevano la ritirata della Francia ai suoi confini del 1791, il che significava la perdita del Belgio. Napoleone rifiutò categoricamente. Alla fine fu costretto ad abdicare il 6 aprile 1814 e perse il trono.